# Нікітинка (Думіницький район)
Нікітинка (рос. Никитинка) — присілок в Думіницькому районі Калузької області Російської Федерації.
Населення становить 5 осіб. Входить до складу муніципального утворення Село Бринь.

## Історія
Від 2004 року входить до складу муніципального утворення Село Бринь.

## Населення
| 2002 | 2010 |
| ---- | ---- |
| 5    | →5   |